# FC Union 60 Bremen
FC Union 60 Bremen is een Duitse voetbalclub uit de stad Bremen.

## Geschiedenis
De club ontstond in 1998 door een fusie tussen ATSV 1860 Bremen en BBV Union Bremen. De club startte in de Bezirksliga en promoveerde in 2001 naar de Landesliga. Na een paar jaar afwezigheid keerde de club in 2009 terug. In 2011 promoveerde de club naar de Bremen-Liga, waar de club tot 2016 en vanaf 2019 speelde.

## Eindklasseringen vanaf 2002
| Seizoen | Competitie         | Niveau | Eindstand | DFB Pokal | Opmerking                                                                   |
| ------- | ------------------ | ------ | --------- | --------- | --------------------------------------------------------------------------- |
| 2001/02 | Landesliga Bremen  | VI     | 11        | --        |                                                                             |
| 2002/03 | Landesliga Bremen  | VI     | 9         | --        |                                                                             |
| 2003/04 | Landesliga Bremen  | VI     | 13        | --        |                                                                             |
| 2004/05 | Bezirksliga Bremen | VII    | 4         | --        |                                                                             |
| 2005/06 | Bezirksliga Bremen | VII    | 3         | --        |                                                                             |
| 2006/07 | Bezirksliga Bremen | VII    | 5         | --        |                                                                             |
| 2007/08 | Bezirksliga Bremen | VII    | 5         | --        |                                                                             |
| 2008/09 | Bezirksliga Bremen | VII    | 1         | --        |                                                                             |
| 2009/10 | Landesliga Bremen  | VI     | 3         | --        |                                                                             |
| 2010/11 | Landesliga Bremen  | VI     | 1         | --        |                                                                             |
| 2011/12 | Bremen-Liga        | V      | 6         | --        |                                                                             |
| 2012/13 | Bremen-Liga        | V      | 6         | --        |                                                                             |
| 2013/14 | Bremen-Liga        | V      | 10        | --        |                                                                             |
| 2014/15 | Bremen-Liga        | V      | 11        | --        |                                                                             |
| 2015/16 | Bremen-Liga        | V      | 15        | --        |                                                                             |
| 2016/17 | Landesliga Bremen  | VI     | 10        | --        |                                                                             |
| 2017/18 | Landesliga Bremen  | VI     | 6         | --        |                                                                             |
| 2018/19 | Landesliga Bremen  | VI     | 2         | --        |                                                                             |
| 2019/20 | Bremen-Liga        | V      | 13        | --        | competitie afgebroken i.v.m. coronapandemie                                 |
| 2020/21 | Bremen-Liga        | V      | --        | --        | competitie afgebroken i.v.m. coronapandemie. Er wordt geen stand opgemaakt. |
| 2021/22 | Bremen-Liga        | V      | 5         | --        |                                                                             |
| 2022/23 | Bremen-Liga        | V      | 5         | --        |                                                                             |
| 2023/24 | Bremen-Liga        | V      | 8         | --        |                                                                             |
| 2024/25 | Bremen-Liga        | V      | 8         | --        |                                                                             |
| 2025/26 | Bremen-Liga        | V      | .         | --        |                                                                             |